# Louchi
Louchi (in russo Лоухи?; in careliano: Louhi) è un insediamento di tipo urbano della Russia situato nella Repubblica di Carelia. Appartiene al rajon Louchskij del quale è il centro amministrativo.
L'insediamento si trova nella parte settentrionale della Carelia, a nord del lago Keret'. Ha una stazione ferroviaria sulla linea Petrozavodsk - Murmansk.